# Gefüllte Blüte

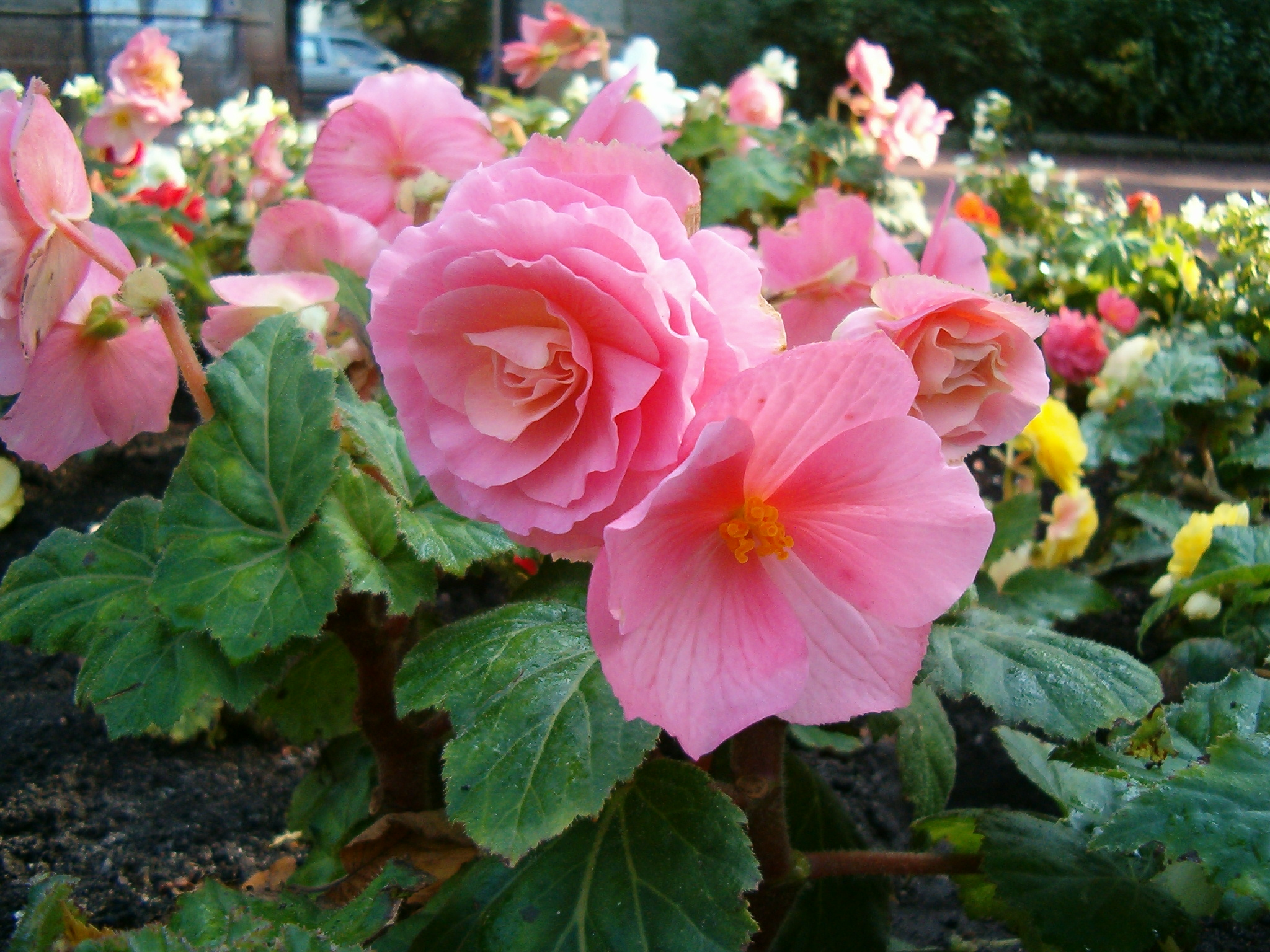
Knollenbegonie mit gefüllter männlicher und ungefüllter weiblicher Blüte

Als gefüllte Blüte werden Blüten bzw. Blumen bezeichnet, bei denen die Elemente des Schauapparats züchterisch vermehrt sind. 
Bei gefüllten Einzelblüten sind die Kron- oder Perigonblätter über die natürliche Zahl hinaus vermehrt, meist, indem Staubblätter, seltener die Fruchtblätter, in Kronblätter umgewandelt sind. Bei Korbblütlern (aus der Unterfamilie Asteroideae) spricht man von gefüllten Köpfchen oder Körbchen, wenn die Röhrenblüten (Scheibenblüten) in Zungenblüten (Strahlenblüten) umgewandelt sind.
Gefüllt blühende Pflanzen, die zu keiner anerkannten Sorte gehören oder deren Sortenname nicht bekannt ist, werden oft mit dem Zusatz fl. pl. (lat. flore pleno, „mit voller Blüte“) hinter dem wissenschaftlichen Namen gekennzeichnet. 

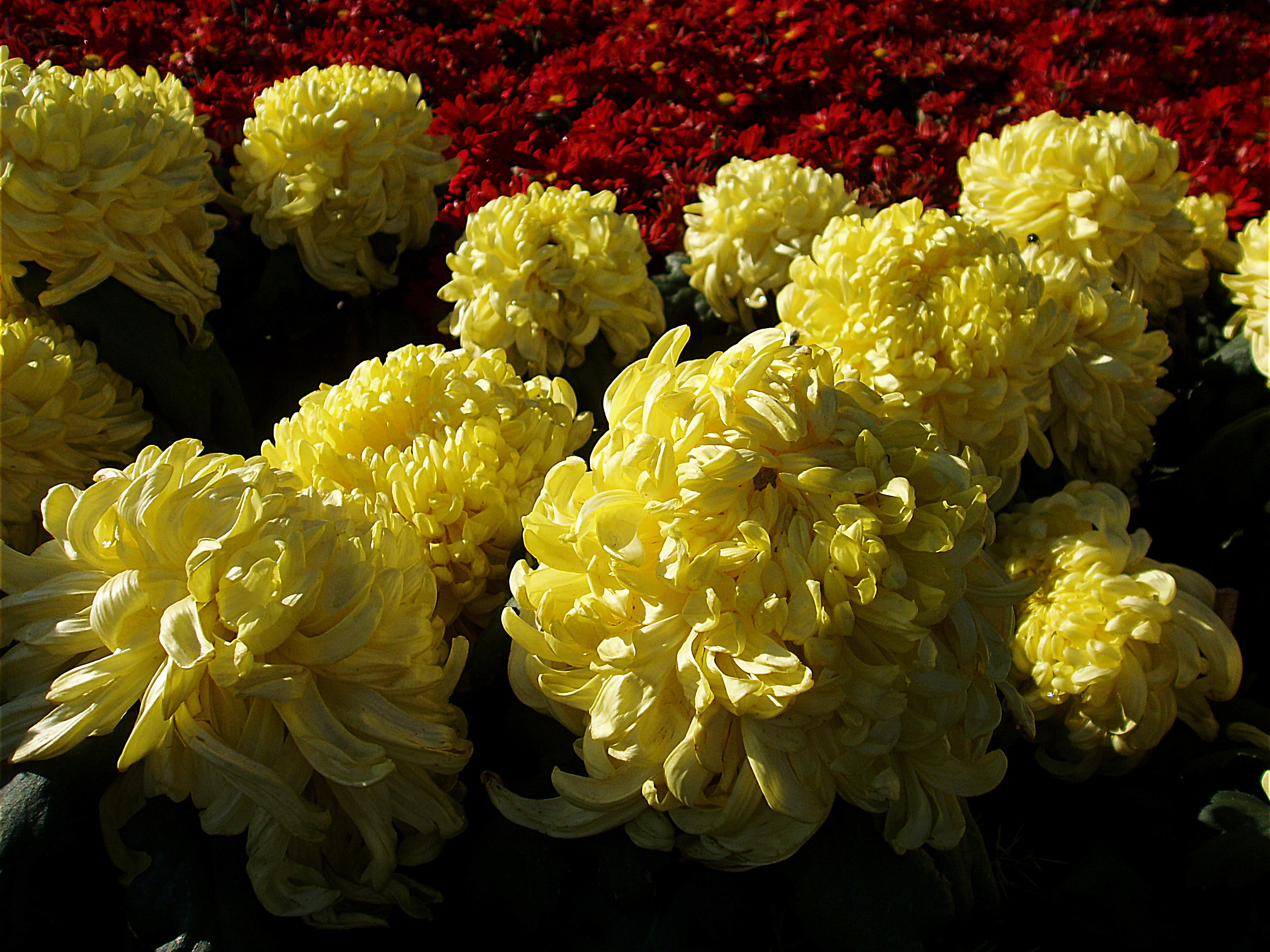
Gefüllte Garten-Chrysanthemen (Chrysanthemum × morifolium)

Da bei gefüllten Einzelblüten meist nur die Staubblätter von der Veränderung betroffen sind, bleiben die weiblichen Blütenorgane funktionsfähig: So kann ein Rotdorn Früchte bilden, wenn ein Zweigriffeliger Weißdorn als Pollenspender in der Nähe steht. Bei Knollenbegonien sind nur die männlichen Blüten gefüllt. Bei Tulpen entstehen die zusätzlichen Perigonblätter nicht aus Staubblättern, sondern diese sind selbst oft vermehrt. Bei den „strahlenden“ Korbblütlern (Asteroideae, s. o.) sind die Zungenblüten (Strahlenblüten) dagegen steril, und diese Eigenschaft überträgt sich auch auf die umgewandelten Röhrenblüten.
Durch die zurückgebildeten oder nicht mehr zugänglichen Staubblätter bieten gefüllte Blüten in der Regel keinen oder nur wenig Nektar und Pollen für Bienen und andere bestäubende Insekten. Umwelt- und Imkerverbände fordern deshalb die Verwendung von Pflanzen mit ungefüllten Blüten.

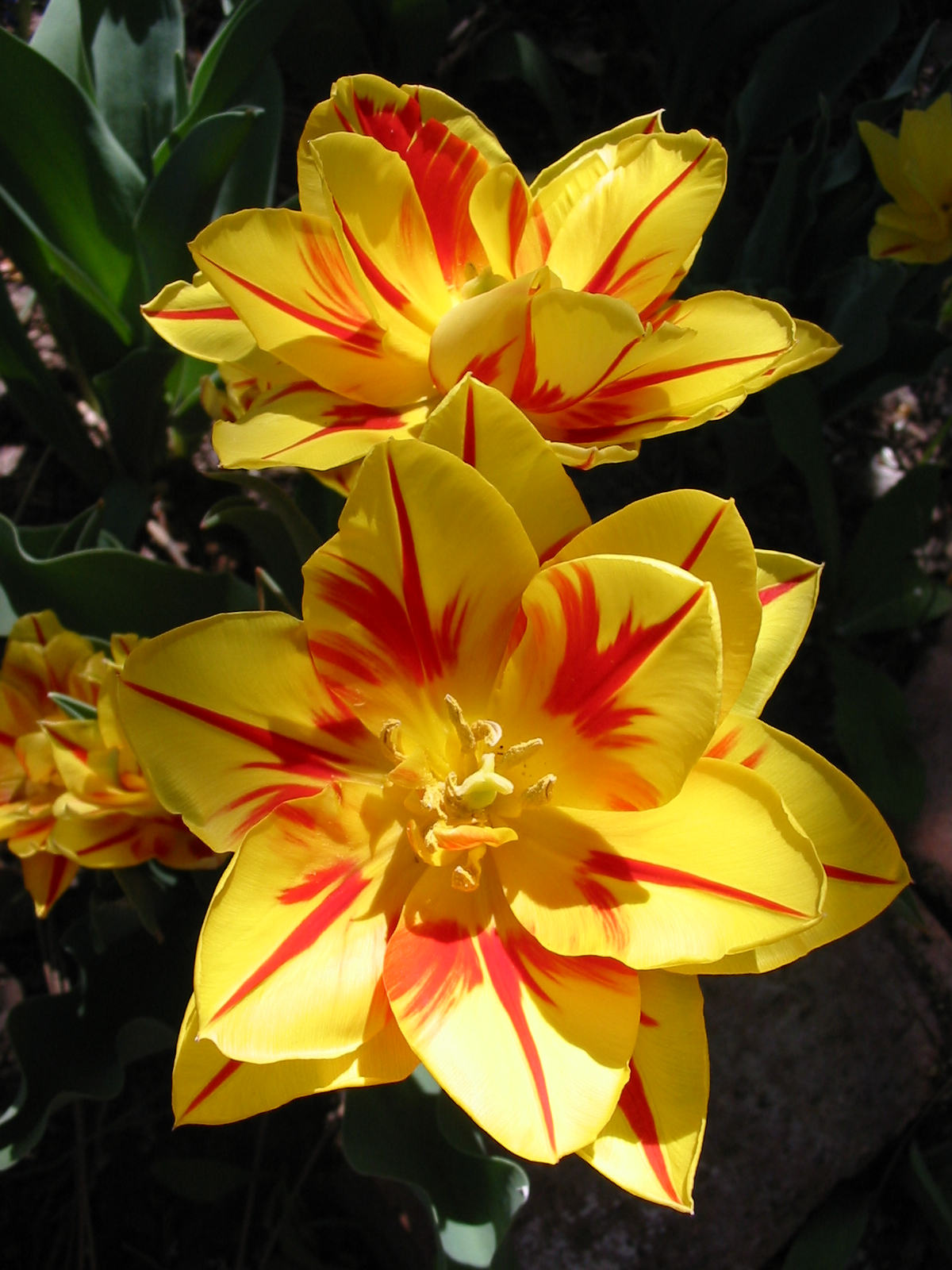
Bei gefüllten Tulpen sind die Perigonblätter und oft auch die Staubblätter vermehrt.
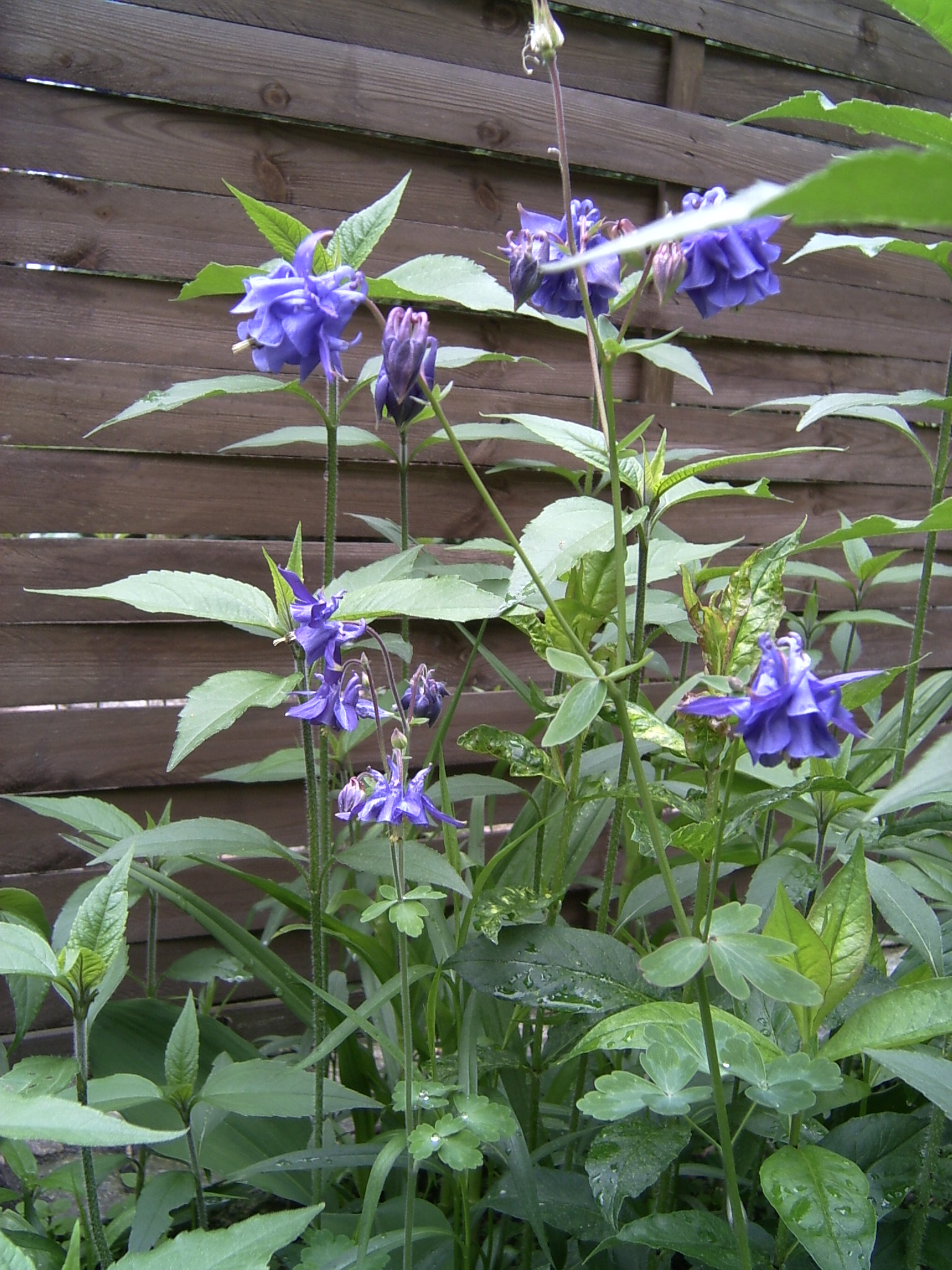
Gefüllte Gemeine Akelei (Aquilegia vulgaris)
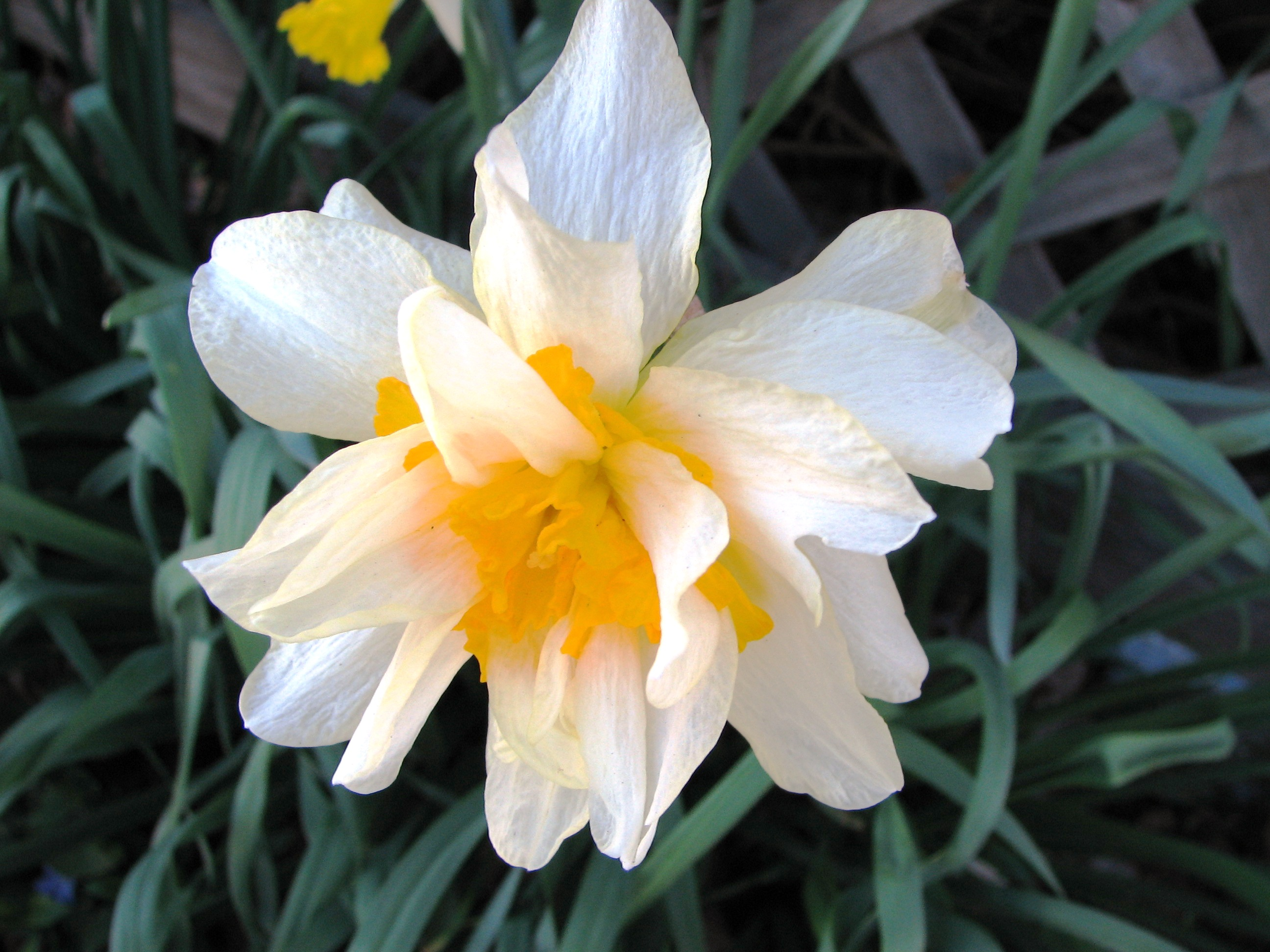
Gefüllte Narzisse (Narcissus)

## Belege
- Gerhard Wagenitz: Wörterbuch der Botanik. Die Termini in ihrem historischen Zusammenhang. 2., erweiterte Auflage. Spektrum Akademischer Verlag, Heidelberg/Berlin 2003, ISBN 3-8274-1398-2.